# Liste des maires de Vallauris
La liste des maires de Vallauris présente la liste des maires de la commune française de Vallauris, située dans le département des Alpes-Maritimes en région Provence-Alpes-Côte d'Azur.

## Liste des maires

### Entre 1813 à 1945
| Période                                  | Période          | Identité                            | Étiquette | Qualité                                                              |
| ---------------------------------------- | ---------------- | ----------------------------------- | --------- | -------------------------------------------------------------------- |
| Les données manquantes sont à compléter. |                  |                                     |           |                                                                      |
| 13 janvier 1813                          | 13 juin 1815     | Jean-Antoine Gazan                  |           |                                                                      |
| 13 juin 1815                             | 5 juillet 1816   | Jérôme Sicard                       |           |                                                                      |
| 5 juillet 1816                           | 6 août 1819      | Antoine Carbonnel                   |           |                                                                      |
| 6 août 1819                              | 12 avril 1823    | Jean-Pierre Cevoule                 |           |                                                                      |
| 12 avril 1823                            | 14 janvier 1831  | Jean-Pierre Carbonnel               |           |                                                                      |
| 14 janvier 1831                          | 12 novembre 1831 | Paul Gazan                          |           |                                                                      |
| 12 novembre 1831                         | 25 juillet 1839  | Jacques-André Girard                |           |                                                                      |
| 25 juillet 1839                          | 3 mars 1848      | Honoré Girard                       |           |                                                                      |
| 3 mars 1848                              | 16 juillet 1852  | Jacques Bel                         |           |                                                                      |
| 16 juillet 1852                          | 18 décembre 1854 | Antoine Gazan                       |           |                                                                      |
| 18 décembre 1854                         | 1er mai 1858     | Jean Carbonnel                      |           |                                                                      |
| 1er mai 1858                             | 1er février 1859 | Jérôme Gazan                        |           |                                                                      |
| 1er février 1859                         | 17 mars 1868     | Thomas Adolphe Aynaud               |           | Notaire                                                              |
| 13 mai 1871                              | 8 octobre 1878   | Jean-Antoine Gazan                  |           |                                                                      |
| 8 octobre 1878                           | 24 décembre 1878 | Joseph Bel                          |           |                                                                      |
| 24 décembre 1878                         | 18 mai 1884      | Honoré Cotte                        |           | Conseiller d'arrondissement                                          |
| 18 mai 1884                              | 3 juin 1888      | Jules Lisnard                       |           | Médecin                                                              |
| 3 juin 1888                              | 11 janvier 1891  | André-Ferdinand Dervieu (1825-1890) |           | Ancien ministre plénipotentiaire                                     |
| 11 janvier 1891                          | 15 mai 1892      | Pierre Raphaël                      |           |                                                                      |
| 15 mai 1892                              | 13 décembre 1919 | Jacques Cavasse (1849-1928)         |           | Docteur en médecine                                                  |
| 13 décembre 1919                         | 19 mai 1929      | Pierre-Clément Raibaud              |           |                                                                      |
| 19 mai 1929                              | 7 mai 1936       | Victor Senès (1881-1949)            |           | Médecin Démissionnaire                                               |
| 21 juin 1936                             | 5 juillet 1936   | Henri Pourtalet                     | PCF       | Horticulteur Député des Alpes-Maritimes (1936 → 1940) Démissionnaire |
| 5 juillet 1936                           | 13 mars 1941     | Pierre Chalmette (1902-1944)        | PCF       | Négociant                                                            |
| 13 mars 1941                             | 29 avril 1945    | Gaston Monteux                      |           | Parfumeur, président de la délégation spéciale                       |

### Depuis 1945
Depuis l'après-guerre, huit maires se sont succédé à la tête de la commune.
| Période        | Période        | Identité                  | Étiquette   | Qualité |
| -------------- | -------------- | ------------------------- | ----------- | --- |
| 29 avril 1945  | 24 août 1945   | Maurice Mével             |             | Médecin |
| 24 août 1945   | 28 mars 1977   | Paul Dérigon (1901-1982)  | PCF         | Comptable Conseiller général d'Antibes-Sud (1973 → 1979) |
| 28 mars 1977   | 16 juin 1995   | Pierre Donnet             | RPR         | Conseiller général d'Antibes-Sud (1979 → 1985) Conseiller général de Vallauris-Antibes-Ouest (1985 → 1992)                                                                                          |
| 16 juin 1995   | 18 mars 2001   | Jean-Paul Bongiovanni     | DVD         | Expert-comptable Conseiller général de Vallauris-Antibes-Ouest (1998 → 2004) |
| 18 mars 2001   | 9 avril 2002   | Michel Ribero (1955- )    | DVD         | Mandat écourté à la suite de l'éclatement du conseil municipal |
| 9 avril 2002   | 7 juillet 2002 | Michèle Piquer (1944- )   | DVD         | Administratrice désignée, assure l'intérim |
| 7 juillet 2002 | 5 avril 2014   | Alain Gumiel (1943- )     | UMP         | Agent immobilier Conseiller général de Vallauris-Antibes-Ouest (1992 → 1998 et 2004 → 2015) Élu à la suite d'une élection municipale partielle                                                      |
| 5 avril 2014   | 4 juillet 2020 | Michelle Salucki (1953- ) | UDI puis LR | Administratrice de sociétés Conseillère départementale d'Antibes-1 (2015 → 2021) Vice-présidente du conseil départemental (2015 → 2021) 1re vice-présidente de la CA Sophia Antipolis (2014 → 2020) |
| 4 juillet 2020 | En cours       | Kevin Luciano (1981- )    | DVD puis LR | Avocat, maître de conférences à l'université Côte-d'Azur Conseiller départemental d'Antibes-1 (2021 → ) 1er vice-président de la CA Sophia Antipolis (2020 → )                                      |

## Résultats des élections municipales

### Élection municipale partielle de 2023
Une élection municipale partielle est organisée les 12 et 19 novembre 2023 à la suite de la démission de plus d'un tiers des membres du conseil municipal. Au 17 octobre 2023, quatre candidats se sont déclarés :
- Armand Bisror, sans étiquette, déjà candidat en 2020 ;
- Dorette Landerer, RN-LDP, qui remplace Lionel Tivoli comme tête de liste ;
- Kevin Luciano, maire sortant LR ;
- Michelle Salucki, divers droite, première édile d'avril 2014 à juillet 2020.

### Élection municipale de 2020
|                                                     | Kévin Luciano            | DVD                      | 1 657  | 23,58  | 2 700  | 35,43  | 24 | 7  |  |  |  |
| Rassemblement pour l'avenir de Vallauris Golfe-Juan |                          |                          | 1 657  | 23,58  | 2 700  | 35,43  | 24 | 7  |  |  |  |
|                                                     | Michelle Salucki *       | LR,                      | 1 711  | 24,34  | 2 469  | 32,40  | 6  | 2  |  |  |  |
| Notre combat pour Vallauris Golfe-Juan              |                          |                          | 1 711  | 24,34  | 2 469  | 32,40  | 6  | 2  |  |  |  |
|                                                     | Jean-Noël Falcou         | SE-LREM                  | 1 401  | 19,93  | 1 766  | 23,17  | 4  | 1  |  |  |  |
| Ensemble pour Vallauris Golfe-Juan                  |                          |                          | 1 401  | 19,93  | 1 766  | 23,17  | 4  | 1  |  |  |  |
|                                                     | Lionel Tivoli            | RN                       | 871    | 12,39  | 684    | 8,97   | 1  | 0  |  |  |  |
| Une nouvelle ère pour Vallauris Golfe-Juan          |                          |                          | 871    | 12,39  | 684    | 8,97   | 1  | 0  |  |  |  |
|                                                     | Valentin Galet           | SE                       | 639    | 9,09   |        |        |    |    |  |  |  |
| Au cœur de ma ville                                 |                          |                          | 639    | 9,09   |        |        |    |    |  |  |  |
|                                                     | Armand Bisror            | SE                       | 564    | 8,02   |        |        |    |    |  |  |  |
| Vallauris Golfe-Juan d'abord                        |                          |                          | 564    | 8,02   |        |        |    |    |  |  |  |
|                                                     | Patrick Lavitola         | DVD                      | 184    | 2,61   |        |        |    |    |  |  |  |
| Avec vous, avec nous, le bon sens populaire         |                          |                          | 184    | 2,61   |        |        |    |    |  |  |  |
|                                                     |                          |                          |        |        |        |        |    |    |  |  |  |
| Votes valides                                       | Votes valides            | Votes valides            | 7 027  | 96,95  | 7 619  | 98,08  |    |    |  |  |  |
| Votes blancs                                        | Votes blancs             | Votes blancs             | 76     | 1,05   | 59     | 0,76   |    |    |  |  |  |
| Votes nuls                                          | Votes nuls               | Votes nuls               | 145    | 2,00   | 90     | 1,16   |    |    |  |  |  |
| Total                                               | Total                    | Total                    | 7 248  | 100,00 | 7 768  | 100,00 | 35 | 10 |  |  |  |
| Abstentions                                         | Abstentions              | Abstentions              | 11 122 | 60,54  | 10 573 | 57,65  |    |    |  |  |  |
| Inscrits / Participation                            | Inscrits / Participation | Inscrits / Participation | 18 370 | 39,46  | 18 341 | 42,35  |    |    |  |  |  |
| * Liste de la maire sortante                        |                          |                          |        |        |        |        |    |    |  |  |  |

### Élection municipale de 2014
| Tête de liste                                       | Tête de liste    | Liste          | Premier tour | Premier tour | Second tour | Second tour | Sièges | Sièges |
| Tête de liste                                       | Tête de liste    | Liste          | Voix         | %            | Voix        | %           | CM     | CC     |
| --------------------------------------------------- | ---------------- | -------------- | ------------ | ------------ | ----------- | ----------- | ------ | ------ |
|                                                     | Michelle Salucki | DVD            | 3 080        | 28,19        | 4 920       | 43,48       | 26     | 8      |
| Notre combat pour Vallauris Golfe-Juan              |                  |                | 3 080        | 28,19        | 4 920       | 43,48       | 26     | 8      |
|                                                     | Robert Crépin    | FN             | 2 293        | 20,99        | 2 188       | 19,33       | 3      | 1      |
| Vallauris Golfe-Juan Bleu Marine                    |                  |                | 2 293        | 20,99        | 2 188       | 19,33       | 3      | 1      |
|                                                     | Alain Gumiel *   | UMP            | 2 202        | 20,15        | 2 435       | 21,52       | 4      | 1      |
| L'union avec Alain Gumiel pour Vallauris Golfe-Juan |                  |                | 2 202        | 20,15        | 2 435       | 21,52       | 4      | 1      |
|                                                     | Jean-Lou Pece    | DVG            | 1 193        | 10,92        | 946         | 8,36        | 1      | 0      |
| Et que vive Vallauris Golfe-Juan                    |                  |                | 1 193        | 10,92        | 946         | 8,36        | 1      | 0      |
|                                                     | Jean-Noël Falcou | DVG            | 1 155        | 10,57        | 825         | 7,29        | 1      | 0      |
| Ensemble pour Vallauris Golfe-Juan                  |                  |                | 1 155        | 10,57        | 825         | 7,29        | 1      | 0      |
|                                                     | Patrick Biondo   | SE             | 1 000        | 9,15         |             |             |        |        |
| Un souffle nouveau pour un vrai changement          |                  |                | 1 000        | 9,15         |             |             |        |        |
|                                                     |                  |                |              |              |             |             |        |        |
| Inscrits                                            | Inscrits         | Inscrits       | 18 751       | 100,00       | 18 752      | 100,00      |        |        |
| Abstentions                                         | Abstentions      | Abstentions    | 7 579        | 40,42        | 7 198       | 38,39       |        |        |
| Votants                                             | Votants          | Votants        | 11 172       | 59,58        | 11 554      | 61,61       |        |        |
| Blancs et nuls                                      | Blancs et nuls   | Blancs et nuls | 249          | 2,23         | 240         | 2,08        |        |        |
| Exprimés                                            | Exprimés         | Exprimés       | 10 923       | 97,77        | 11 314      | 97,92       |        |        |
| * Liste du maire sortant                            |                  |                |              |              |             |             |        |        |

### Élection municipale de 2008
| Tête de liste                                                                         | Tête de liste               | Liste          | Premier tour | Premier tour | Second tour | Second tour | Sièges  | Sièges |  |
| Tête de liste                                                                         | Tête de liste               | Liste          | Voix         | %            | Voix        | %           | CM      |        |  |
| ------------------------------------------------------------------------------------- | --------------------------- | -------------- | ------------ | ------------ | ----------- | ----------- | ------- | ------ |  |
|                                                                                       | Alain Gumiel *              | UMP            | 4 203        | 41,40        | 5 216       | 52,11       | 27      |        |  |
| Liste Alain Gumiel d'unité et de mobilisation pour le progrès de Vallauris Golfe-Juan |                             |                | 4 203        | 41,40        | 5 216       | 52,11       | 27      |        |  |
|                                                                                       | Michelle Salucki            | DVD            | 1 623        | 15,99        | 3 445       | 34,42       | 6       |        |  |
| Une dynamique nouvelle pour Vallauris Golfe-Juan                                      |                             |                | 1 623        | 15,99        | 3 445       | 34,42       | 6       |        |  |
|                                                                                       | Michel Ribero               | DVD            | 1 456        | 14,34        | Retrait     | Retrait     | Retrait |        |  |
| Vallauris réussir ensemble                                                            |                             |                | 1 456        | 14,34        | Retrait     | Retrait     | Retrait |        |  |
|                                                                                       | Françoise de Bandt-Flouriot | DVG            | 1 018        | 10,03        | 1 348       | 13,47       | 2       |        |  |
| Réagir et choisir Vallauris Golfe-Juan                                                |                             |                | 1 018        | 10,03        | 1 348       | 13,47       | 2       |        |  |
|                                                                                       | Noria Chaïb                 | PS-LV-MEI-MRC  | 858          | 8,45         |             |             |         |        |  |
| Le parti de changer                                                                   |                             |                | 858          | 8,45         |             |             |         |        |  |
|                                                                                       | Serge Fallempin             | DVD            | 617          | 6,08         |             |             |         |        |  |
| Énergie plus                                                                          |                             |                | 617          | 6,08         |             |             |         |        |  |
|                                                                                       | Joseph Trastour             | SE             | 376          | 3,70         |             |             |         |        |  |
| Ensemble cultivons nos différences                                                    |                             |                | 376          | 3,70         |             |             |         |        |  |
|                                                                                       |                             |                |              |              |             |             |         |        |  |
| Inscrits                                                                              | Inscrits                    | Inscrits       | 18 190       | 100,00       | 18 190      | 100,00      |         |        |  |
| Abstentions                                                                           | Abstentions                 | Abstentions    | 7 703        | 42,35        | 7 832       | 43,06       |         |        |  |
| Votants                                                                               | Votants                     | Votants        | 10 487       | 57,65        | 10 358      | 56,94       |         |        |  |
| Blancs ou nuls                                                                        | Blancs ou nuls              | Blancs ou nuls | 336          | 3,20         | 349         | 3,37        |         |        |  |
| Exprimés                                                                              | Exprimés                    | Exprimés       | 10 151       | 96,80        | 10 009      | 96,63       |         |        |  |
| * Liste du maire sortant                                                              |                             |                |              |              |             |             |         |        |  |

### Élection municipale partielle de 2002
| Tête de liste            | Tête de liste   | Liste          | Premier tour | Premier tour | Second tour | Second tour | Sièges | Sièges |
| Tête de liste            | Tête de liste   | Liste          | Voix         | %            | Voix        | %           | CM     |        |
| ------------------------ | --------------- | -------------- | ------------ | ------------ | ----------- | ----------- | ------ | ------ |
|                          | Michel Ribero * | DVD (RPR-UMP)  | 2 184        | 27,18        | 3 237       | 38,22       | 6      |        |
|                          | Alain Gumiel    | DVD (DL-UMP)   | 2 131        | 26,52        | 3 826       | 45,18       | 26     |        |
|                          | Marie Flouriot  | PS             | 1 220        | 15,18        | 1 406       | 17,78       | 3      |        |
|                          | Serge Fallempin | DVD            | 998          | 12,42        |             |             |        |        |
|                          | Robert Crépin   | FN             | 789          | 9,82         |             |             |        |        |
|                          | Richard Dolmen  | DIV            | 324          | 4,03         |             |             |        |        |
|                          | Pascal Marques  | LV             | 228          | 2,84         |             |             |        |        |
|                          | Alain Prades    | DIV            | 162          | 2,02         |             |             |        |        |
|                          |                 |                |              |              |             |             |        |        |
| Inscrits                 | Inscrits        | Inscrits       | 16 254       | 100,00       | 16 253      | 100,00      |        |        |
| Abstentions              | Abstentions     | Abstentions    | 7 979        | 49,09        | 7 548       | 46,44       |        |        |
| Votants                  | Votants         | Votants        | 8 275        | 50,91        | 8 705       | 53,56       |        |        |
| Blancs ou nuls           | Blancs ou nuls  | Blancs ou nuls | 239          | 2,89         | 236         | 2,71        |        |        |
| Exprimés                 | Exprimés        | Exprimés       | 8 036        | 97,11        | 8 469       | 97,29       |        |        |
| * Liste du maire sortant |                 |                |              |              |             |             |        |        |

### Élection municipale de 2001
| Tête de liste            | Tête de liste           | Liste          | Premier tour | Premier tour | Second tour | Second tour | Sièges |
| Tête de liste            | Tête de liste           | Liste          | Voix         | %            | Voix        | %           | CM     |
| ------------------------ | ----------------------- | -------------- | ------------ | ------------ | ----------- | ----------- | ------ |
|                          | Jean-Paul Bongiovanni * | DVD            | 2 937        | 32,93        | 3 390       | 34,33       | 6      |
|                          | Michel Ribero           | DVD            | 2 806        | 31,46        | 4 575       | 46,33       | 26     |
|                          | Françoise de Bandt      | PS (G. pl.)    | 1 721        | 19,29        | 1 290       | 13,06       | 2      |
|                          | Robert Crépin           | FN             | 1 456        | 16,32        | 619         | 6,27        | 1      |
|                          |                         |                |              |              |             |             |        |
| Inscrits                 | Inscrits                | Inscrits       | 15 611       | 100,00       | 15 611      | 100,00      |        |
| Abstentions              | Abstentions             | Abstentions    | 6 332        | 40,56        | 5 474       | 35,07       |        |
| Votants                  | Votants                 | Votants        | 9 279        | 59,44        | 10 137      | 64,93       |        |
| Blancs ou nuls           | Blancs ou nuls          | Blancs ou nuls | 359          | 3,87         | 263         | 2,59        |        |
| Exprimés                 | Exprimés                | Exprimés       | 8 920        | 96,13        | 9 874       | 97,40       |        |
| * Liste du maire sortant |                         |                |              |              |             |             |        |

### Élection municipale de 1995
| Tête de liste            | Tête de liste         | Liste          | Premier tour | Premier tour | Second tour | Second tour | Sièges |
| Tête de liste            | Tête de liste         | Liste          | Voix         | %            | Voix        | %           | CM     |
| ------------------------ | --------------------- | -------------- | ------------ | ------------ | ----------- | ----------- | ------ |
|                          | Jean-Paul Bongiovanni | DVD            | 2 469        | 23,96        | 5 819       | 53,74       | 27     |
|                          | Alain Gumiel          | CNI            | 1 837        | 17,82        | 2 518       | 23,25       | 4      |
|                          | Robert Crépin         | FN             | 2 365        | 22,95        | 2 518       | 23,25       | 4      |
|                          | Pierre Donnet *       | RPR-DVD        | 2 145        | 20,81        | 2 492       | 23,01       | 4      |
|                          | Pruvost               | PCF            | 635          | 6,16         |             |             |        |
|                          | Cappadona             | PS             | 527          | 5,11         |             |             |        |
|                          | Jourdan               | LV             | 328          | 3,18         |             |             |        |
|                          |                       |                |              |              |             |             |        |
| Inscrits                 | Inscrits              | Inscrits       | 15 450       | 100,00       | 15 450      | 100,00      |        |
| Abstentions              | Abstentions           | Abstentions    | 4 916        | 31,82        | 4 327       | 28,01       |        |
| Votants                  | Votants               | Votants        | 10 534       | 68,18        | 11 123      | 71,99       |        |
| Blancs ou nuls           | Blancs ou nuls        | Blancs ou nuls | 228          | 2,16         | 294         | 2,64        |        |
| Exprimés                 | Exprimés              | Exprimés       | 10 306       | 97,83        | 10 829      | 97,36       |        |
| * Liste du maire sortant |                       |                |              |              |             |             |        |